# Harlan J. Bushfield
Harlan J. Bushfield (Atlantic, 1882. augusztus 6. – Miller, 1948. szeptember 27.) az Amerikai Egyesült Államok szenátora (Dél-Dakota, 1943–1948).